# Ева Луна
„Ева Луна“ (на испански: Eva Luna) е американска испаноезична теленовела, продуцирана от Петер Тиноко и Карлос Сотомайор през 2010 – 2011 г. В главните роли са Бланка Сото и Гай Екер, в отрицателните – Сусана Досамантес, Хулиан Хил и Ванеса Вийела, специално участие вземат Лупита Ферер, Ана Силвети и Хорхе Лават.
Теленовелата няма сюжетни връзки, нито е базирана на едноименния роман от Исабел Алиенде.

## „Ева Луна“ в България
В България сериалът е излъчен за пръв път по Диема Фемили от 21 август 2011 г. и на 27 април 2012 г. повторно по Нова телевизия. Ролите се озвучават от Ани Василева, Лиза Шопова, Нина Гавазова, Силви Стоицов, Николай Николов и Здравко Методиев.